# Échidné à nez court
Tachyglossus aculeatus
Vous lisez un « bon article » labellisé en 2008.
Genre
Espèce
Répartition géographique
Statut de conservation UICN

LC : Préoccupation mineure
L’échidné à nez court (Tachyglossus aculeatus), échidné d'Australie ou échidné australien, est un mammifère vivant pratiquement dans toute l'Australie : il n'est absent que dans quelques îles du nord et c'est le mammifère autochtone qui a le plus vaste territoire en Australie.
C'est l'une des quatre espèces d'échidnés existant encore, mais il est le seul membre du genre Tachyglossus. Avec les trois espèces d'échidnés à nez long (d'Attenborough, de Bruijn et de Barton) et l'ornithorynque, il forme l'ordre des monotrèmes, les seuls mammifères pondant des œufs, jadis plus diversifiés (Crétacé, Paléocène) et actuellement encore présents en Australie et dans les régions côtières et montagneuses du sud-est de la Nouvelle-Guinée.
Il n'est apparenté ni au hérisson, ni au porc-épic, ni au tenrec, malgré leurs ressemblances dues à des convergences évolutives. Connu pour son manteau de piquants, sa possibilité de se rouler en boule pour échapper aux prédateurs et sa longue langue visqueuse qui lui permet d'attraper rapidement les fourmis et termites dont il se nourrit, l'échidné à nez court n'est pas menacé d'extinction mais les activités humaines telles que la chasse, la destruction de son habitat, l'introduction de nouveaux parasites et prédateurs ou encore la circulation automobile ont sensiblement réduit sa population.

## Dénominations et classification

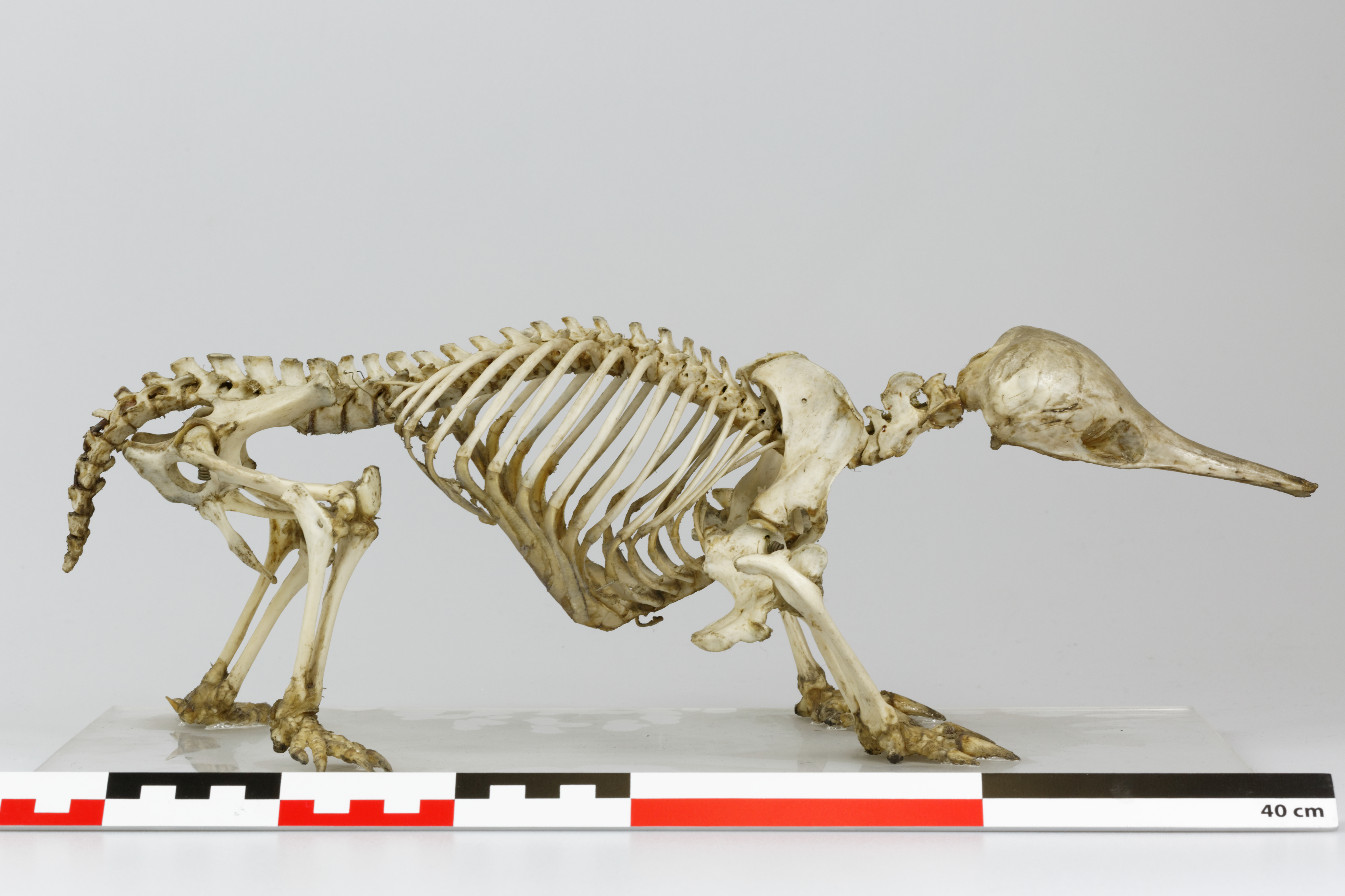
Squelette de Tachyglossus aculeatus.

### Étymologie
Le nom Tachyglossus (du grec ταχύς / tachýs, rapide, et γλώσσα / glossa, langue) signifie littéralement « langue rapide », en référence à la vitesse à laquelle l'échidné utilise sa langue pour attraper les fourmis et les termites. L'épithète spécifique aculeatus (du latin aculeus, aiguillon) signifie « piquant » ou « équipé de piquants ».

### Classification
L'échidné à nez court a été décrit pour la première fois par George Kearsley Shaw en 1792. Ce botaniste et zoologiste britannique le nomma Myrmecophaga aculeata en pensant qu'il devait avoir quelque lien de parenté avec le fourmilier sud-américain. Depuis cette première dénomination, son nom a subi quatre révisions, passant de M. aculeata à Ornithorhynchus hystrix, Echidna hystrix, Echidna aculeata pour finir en Tachyglossus aculeatus.
L'échidné à nez court est la seule espèce du genre Tachyglossus. Il appartient à la famille des Tachyglossidae comme les trois espèces du genre Zaglossus trouvées en Nouvelle-Guinée: l'échidné à longue trompe (Zaglossus bruijni), l'échidné d'Attenborough (Zaglossus attenboroughi) — peut-être éteint mais un individu aurait été aperçu en 2007 — et l'échidné de Barton (Zaglossus bartoni)  mais ces trois espèces sont nettement plus grosses que T. aculeatus et se nourrissent beaucoup plus de vers et de larves que de fourmis et de termites. La famille des Tachyglossidae forme avec leur cousin, l'ornithorynque (Ornithorhynchus anatinus) de la famille des Ornithorhynchidae, l'ordre des monotrèmes, qui sont les seuls mammifères au monde à pondre des œufs.

### Noms vernaculaires
L'échidné à nez court était couramment appelé le « fourmilier à piquants » (spiny anteater) dans les vieux livres mais cette appellation est tombée en désuétude car il n'a aucune parenté avec le fourmilier.
Les Aborigènes lui ont donné un nom différent suivant les régions. Par exemple, les Noongars, une tribu du sud-ouest de l'Australie-Occidentale l'appellent nyingarn. Dans la région au sud-ouest d'Alice Springs, au centre de l'Australie, les Pitjantjatjaras l'appellent tjilkamata ou tjirili du mot tjiri qui désigne les épines de l'« herbe porc-épic » (Triodia irritans). Le mot pourrait aussi signifier « qui marche lentement ». On l'appelle (minha) kekoywa, minha signifiant « viande » ou « animal » en langage pakanh, (inh -) ekorak en langue Uw Oykangand, et (inh -) egorag en langue Uw Olkola, dans laquelle inh- veut dire « viande » ou « animal », point commun de ces trois langues aborigènes du centre de la péninsule du cap York. Dans les régions montagneuses du sud-ouest de la Nouvelle-Guinée, on l'appelle mungwe en langues locales daribi et chimbu.

### Sous-espèces
On distingue cinq sous-espèces d'échidnés à nez court. Chaque sous-espèce se distingue par sa distribution géographique, la répartition, la longueur et le diamètre des piquants et la longueur de la griffe du deuxième doigt des pattes arrière :
- T. a. multiaculeatus est présent sur Kangaroo Island ;
- T. a. setosus se trouve en Tasmanie et sur quelques îles du détroit de Bass ;
- T. a. acanthion habite dans le Territoire du Nord et en Australie-Occidentale ;
- T. a. aculeatus est présent au Queensland, en Nouvelle-Galles du Sud,en Australie-Méridionale et au Victoria ;
- T. a. lawesii vit dans les régions côtières ou montagneuses de Nouvelle-Guinée et probablement dans les forêts humides du nord-est du Queensland[8].

## Description

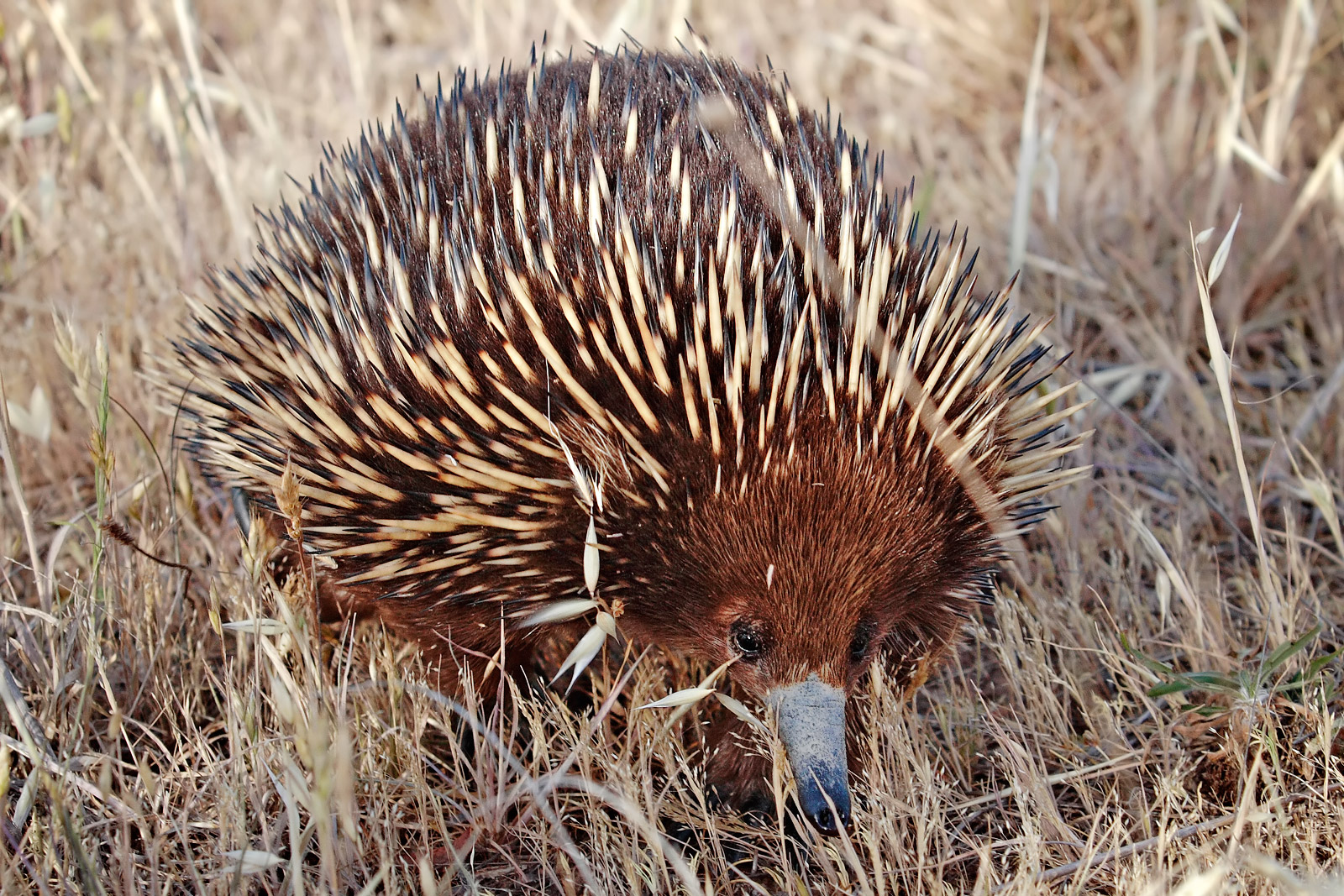
Un échidné à nez court dans la nature.

Les échidnés à nez court mesurent en moyenne 35 à 50 centimètres de long (53 centimètres pour les plus grands), ont un museau de 75 millimètres, une queue de 90 millimètres et pèsent entre deux et six kilogrammes. Toutefois, la sous-espèce de Tasmanie, T. a. setosus, est plus grande que ses congénères du continent. Le cou n'est pas apparent extérieurement de sorte que la tête et le corps semblent reliés directement. Les conduits auditifs sont dépourvus de pavillons. Les yeux, petits, sont situés à la base du museau pointu tandis que les narines et la bouche sont situées à l'extrémité ; la bouche ne peut pas s'ouvrir de plus de 5 mm.
Tout l'animal, à l'exception de l'abdomen, de la face et des pattes, est recouvert de piquants de couleur crème. Ces derniers, qui peuvent mesurer jusqu'à 50 millimètres de long, sont des poils creux modifiés, formés surtout de kératine. L'animal est protégé par une fourrure poussant entre les piquants dont la couleur peut aller de miel au noir en passant par un rouge-brun foncé ; le ventre et la face dorsale de la queue sont aussi couverts de fourrure dont la couleur varie suivant les régions. La fourrure peut être parasitée  par la plus grande puce au monde : Bradiopsylla echidnae, qui mesure jusqu'à 4 millimètres de long.

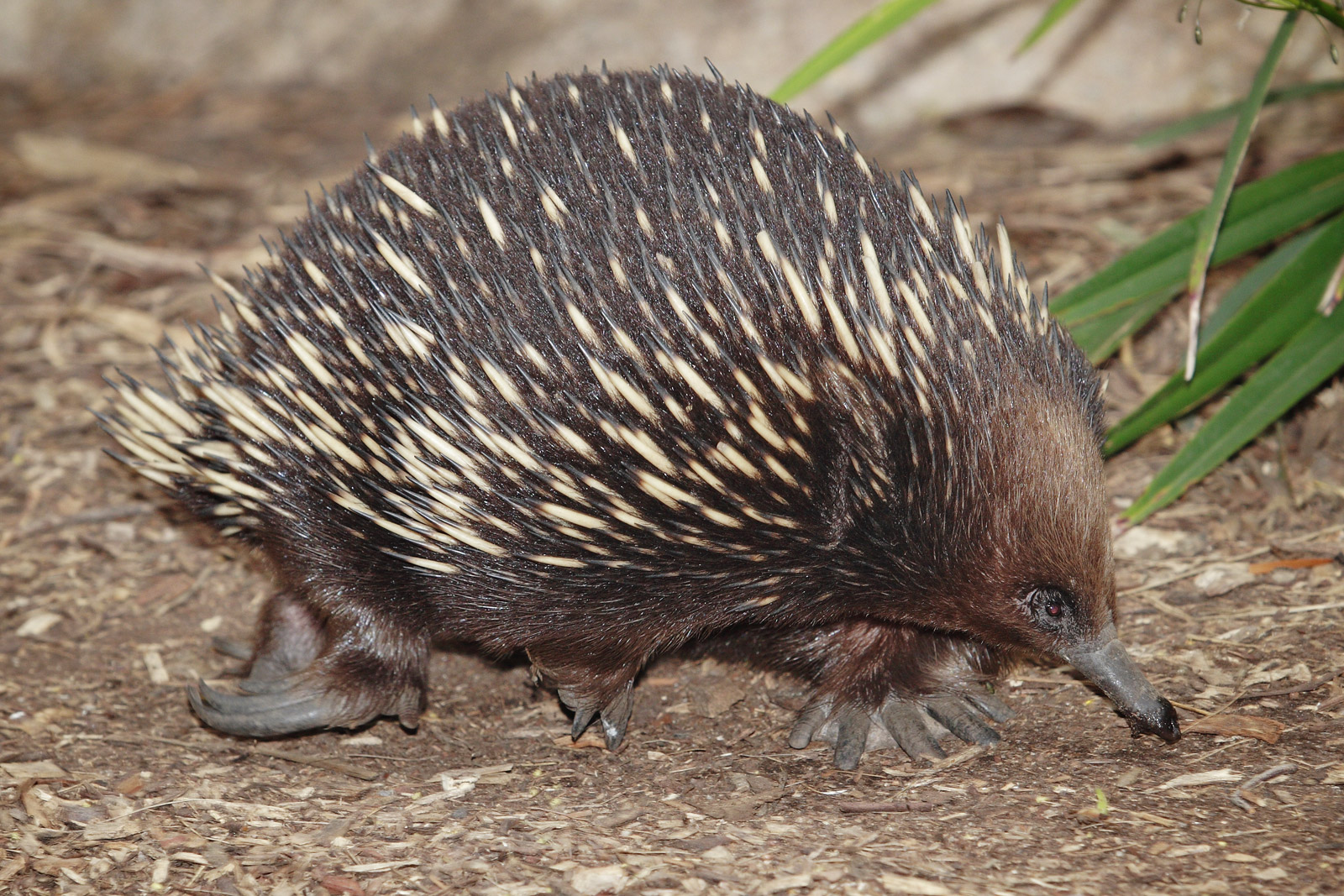
L'échidné possède des membres trapus munis de cinq doigts armés de puissantes griffes.

Les membres trapus sont adaptés à un travail de creusement rapide ; ils sont courts et ont cinq doigts munis de puissantes griffes. Celles des pattes postérieures sont longues et recourbées vers l'arrière pour permettre un nettoyage et une toilette de la fourrure située entre les piquants. Le mâle possède des aiguillons aux gros orteils des pattes postérieures mais contrairement à l'ornithorynque, la sécrétion qu'ils produisent n'est pas venimeuse mais sert à communiquer pendant les périodes de reproduction.
Comme l'ornithorynque, l'échidné a une température corporelle basse, entre 30 et 32 °C, mais à la différence du premier qui, protégé par une importante couche adipeuse, ne descend jamais de beaucoup sa température et ne montre ni signe de torpeur ni passage en hibernation, la température de l'échidné peut descendre à 5 °C. En cas de forte chaleur, l'échidné ne halète pas et ne transpire pas mais se contente de chercher un abri. En automne et en hiver, l'échidné a des périodes de torpeur et d'hibernation. En raison de sa basse température, l'animal est lent quand il fait trop chaud (pour ne pas faire monter sa température) ou trop froid (car sa température interne est trop basse pour lui permettre une activité normale).
Comme chez tous les monotrèmes, la femelle a un seul orifice pour les conduits génitaux et l'évacuation des matières fécales et de l'urine : le cloaque. Le mâle a des testicules internes (ce qui est possible en raison de sa température basse), pas de scrotum apparent et un pénis très original avec quatre boules à l'extrémité. La femelle gestante développe sur son ventre une poche dans laquelle grandira le petit.
La musculature de l'échidné à nez court a un nombre important d'aspects inhabituels. Le muscle panniculus carnosus est un énorme muscle situé juste sous la peau et couvrant tout le corps. En contractant différents faisceaux musculaires, l'échidné peut changer de forme. Il peut ainsi se rouler en boule quand il se sent menacé, protégeant son ventre et ne présentant à l'ennemi qu'une enveloppe d'épines. Il a l’une des plus courtes moelles épinières de tous les mammifères, n'allant pas au-delà de la dernière vertèbre thoracique.

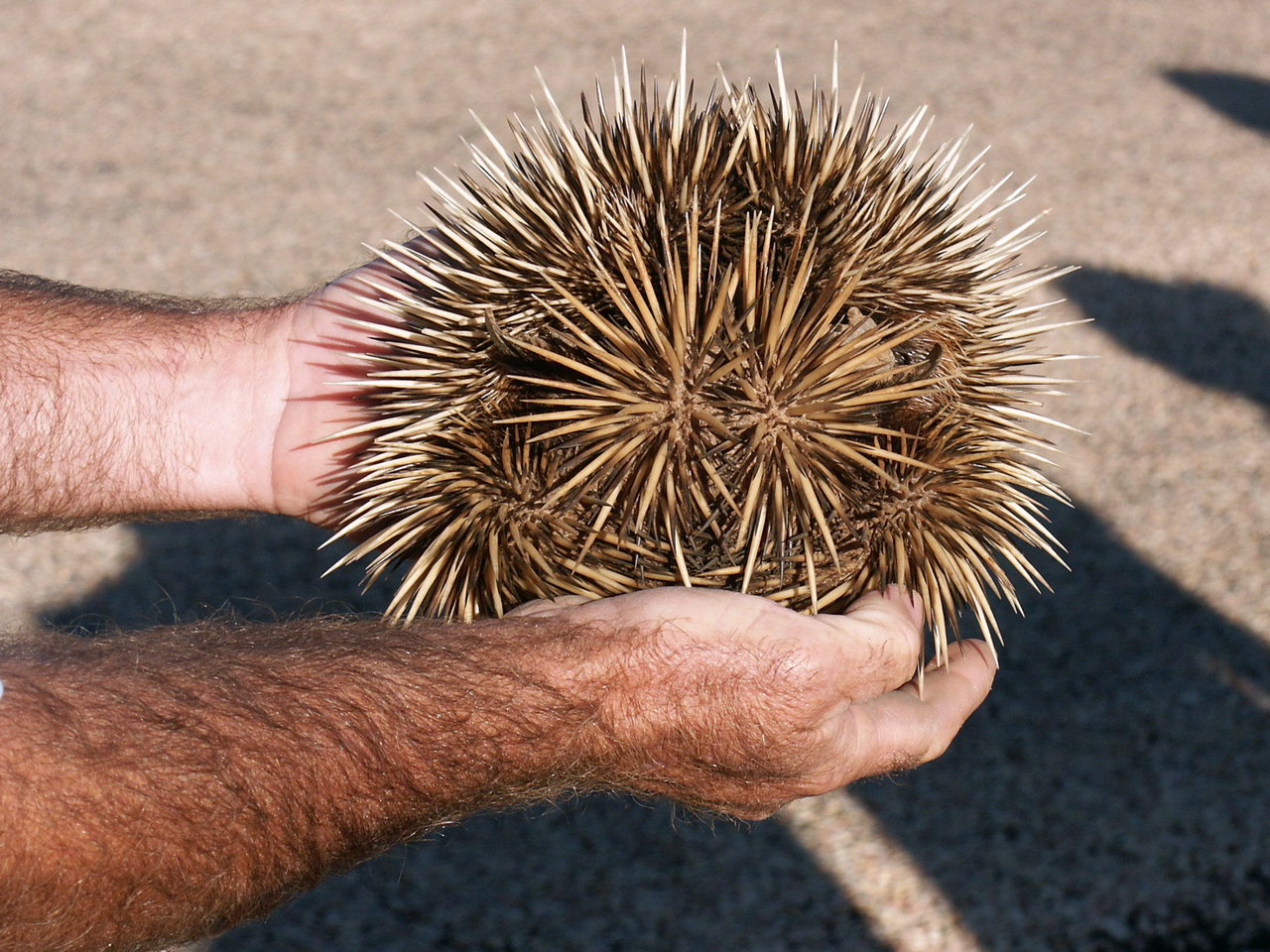
Un échidné à nez court roulé en boule ; on aperçoit le museau sur la droite.

La musculature de la face, des mâchoires et de la langue est spécialisée pour permettre à l'animal de se nourrir. La langue est le seul moyen dont l'échidné dispose pour attraper ses proies. Elle peut sortir de 18 centimètres de son museau. La langue est collante en raison de la présence de glycoprotéines riches en mucus qui servent à la fois à la lubrifier dans ses rapides mouvements de va-et-vient et à retenir fourmis et termites qui se retrouvent englués. La protrusion de la langue est permise par la contraction des muscles circulaires qui la font changer de forme et la propulsent vers l'avant et celle des deux muscles génioglosses fixés à l'extrémité caudale de la langue et à la mandibule. La langue en protrusion est gonflée et rigidifiée par un afflux de sang, ce qui lui permet de se faufiler dans le bois et le sol. Pour se rétracter, la langue a besoin de la contraction de deux autres muscles extrinsèques : les sternoglosses. Quand la langue rétractée dans la cavité buccale se met à ressortir, les proies sont retenues sur la face arrière des « dents » en kératine situées sur le palais, ce qui permet de les capturer et de les écraser. La langue se déplace à grande vitesse et on a pu mesurer qu'elle pouvait faire cent va-et-vient à la minute.
De nombreuses adaptations physiologiques lui ont été nécessaires compte tenu de son style de vie. Pour pouvoir rester enfoui lorsqu'il se sent menacé, il doit être capable de supporter de fortes concentrations en gaz carbonique dans l'air qu'il respire ; il peut même rester volontairement dans une telle situation. Ses oreilles sont sensibles aux basses fréquences, ce qui lui permet d'entendre plus facilement les bruits faits par les termites ou les fourmis dans leurs galeries. Son museau tanné porte des récepteurs mécaniques et thermiques qui lui donnent des informations sur le milieu environnant. L'échidné à nez court a un système olfactif bien développé qui lui permet de repérer ses partenaires et ses proies. Il bénéficie d'une analyse des visions très développée et on a pu montrer qu'il avait un pouvoir de discrimination visuel et une mémoire spatiale comparables à celle du rat. Son cerveau et l'ensemble de son système nerveux central ont été étudiés de façon approfondie pour le comparer à celui des animaux placentaires. L'échidné à nez court possède le plus important cortex préfrontal de tous les mammifères si on le rapporte à sa taille. Il a des périodes de mouvements rapides des yeux pendant son sommeil comme il en existe dans le sommeil paradoxal chez l'homme. On a pu montrer aussi que son cerveau possédait un claustrum semblable à celui des placentaires et ce à la différence de leurs ancêtres communs,.

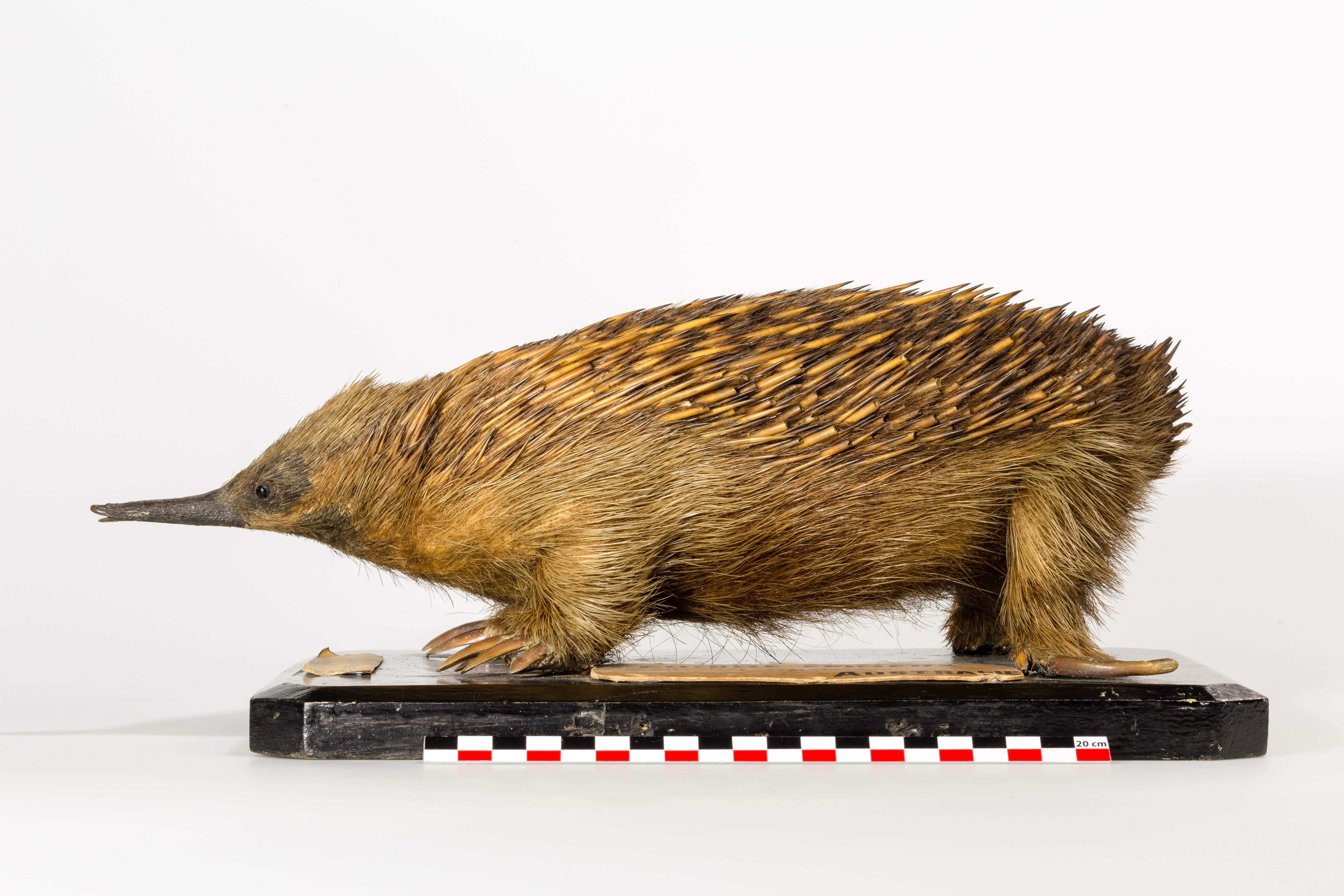
Vue latérale d'un specimen naturalisé.
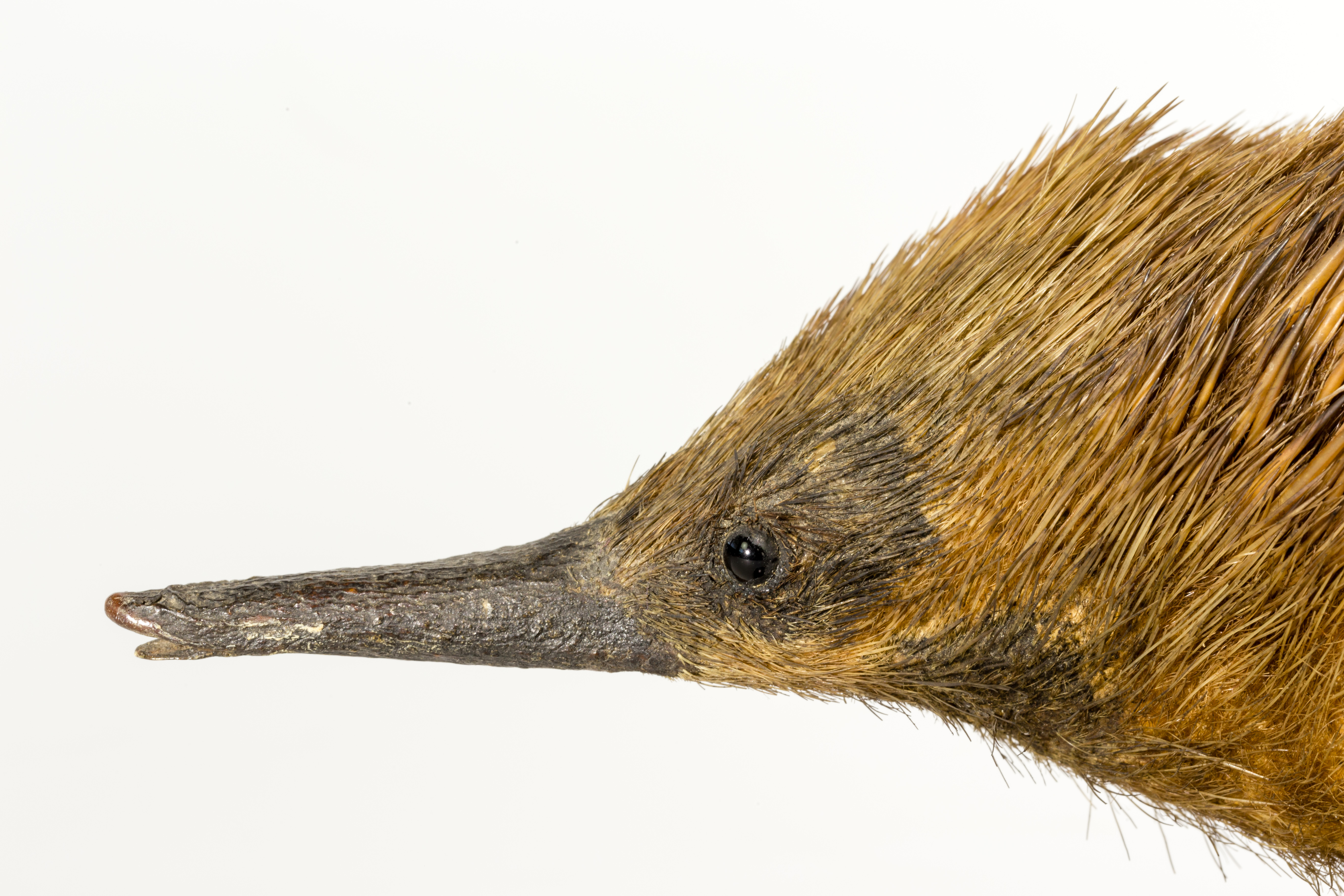
Détail de la tête.
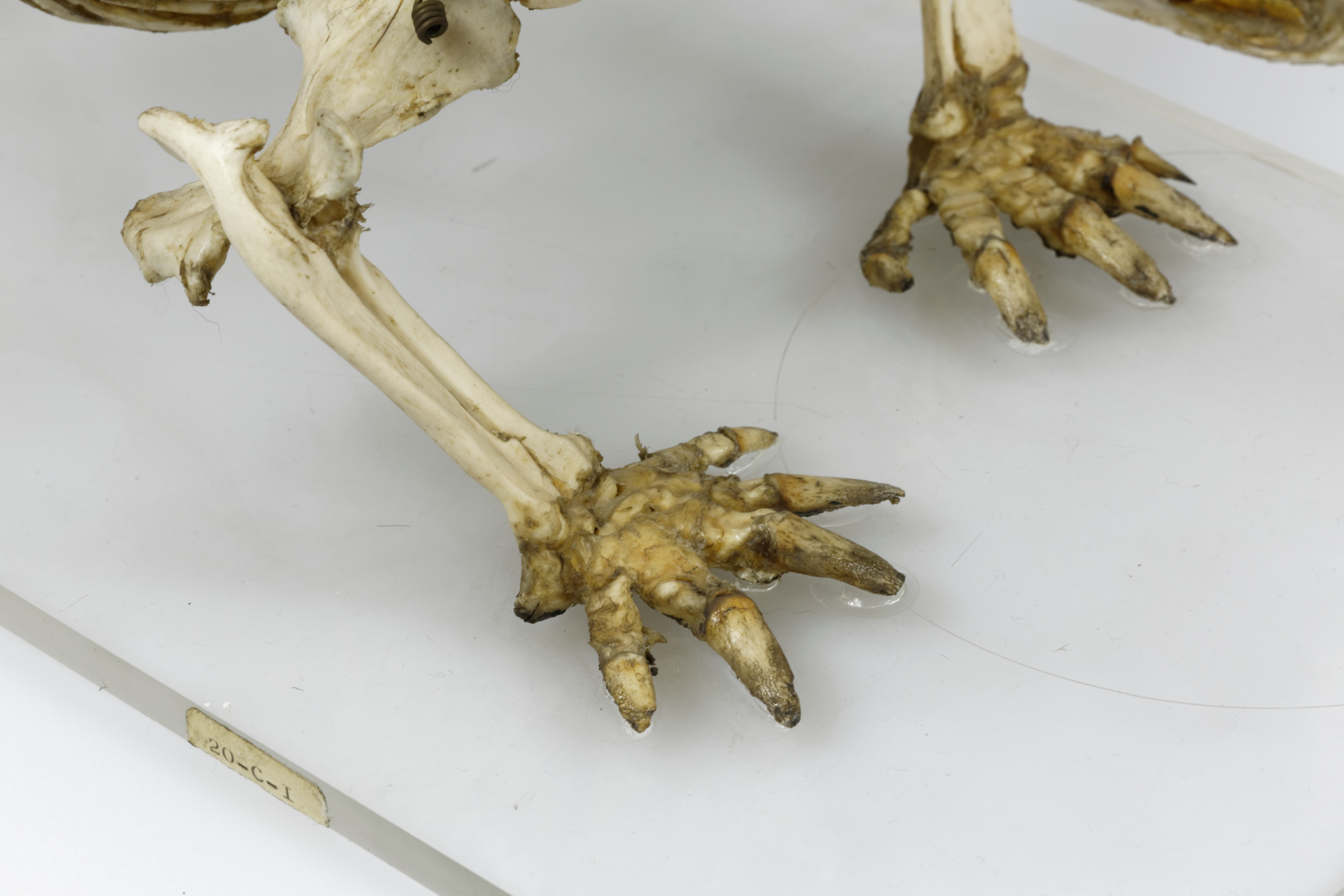
Patte antérieure
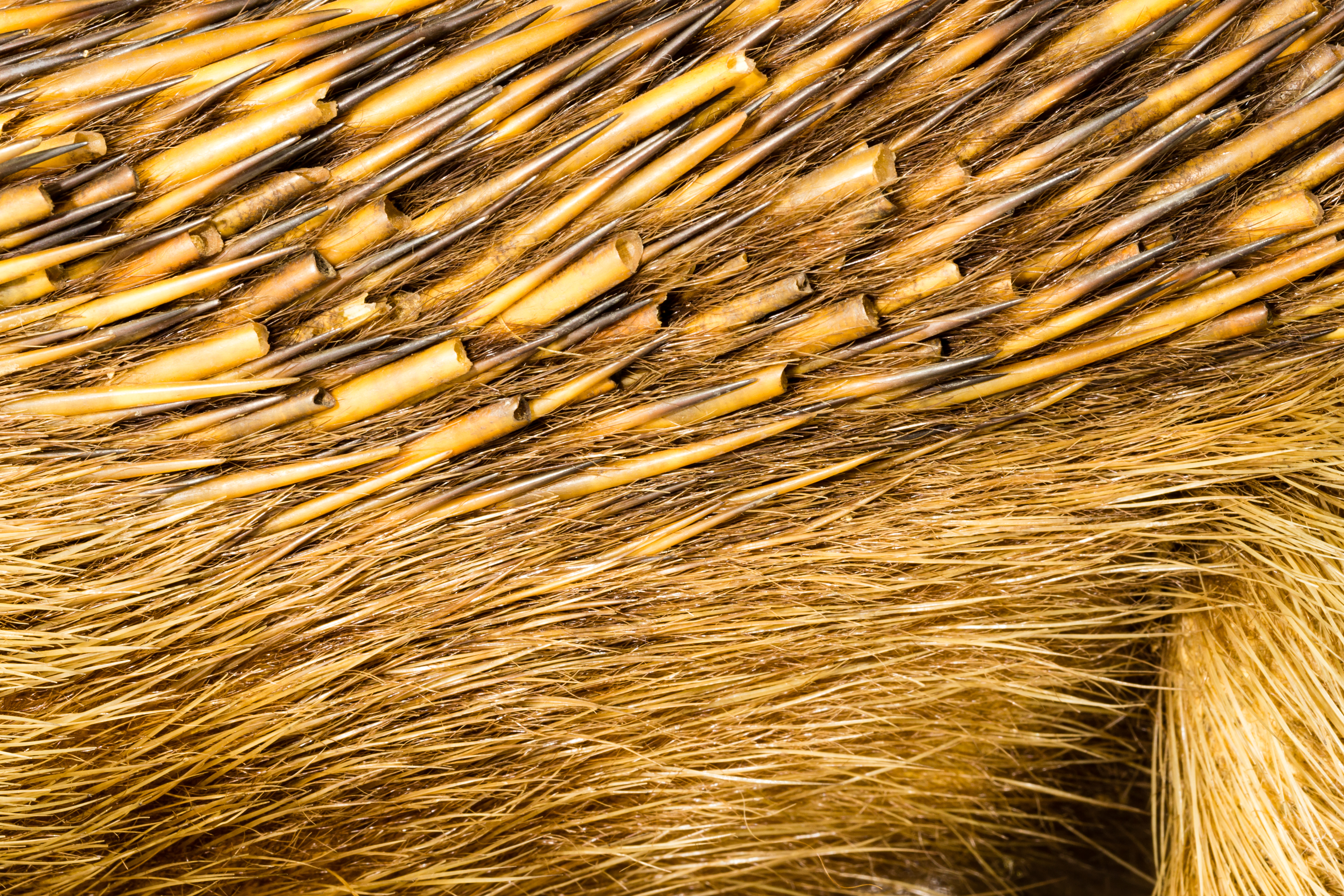
Fourrure, piquants intacts et cassés.
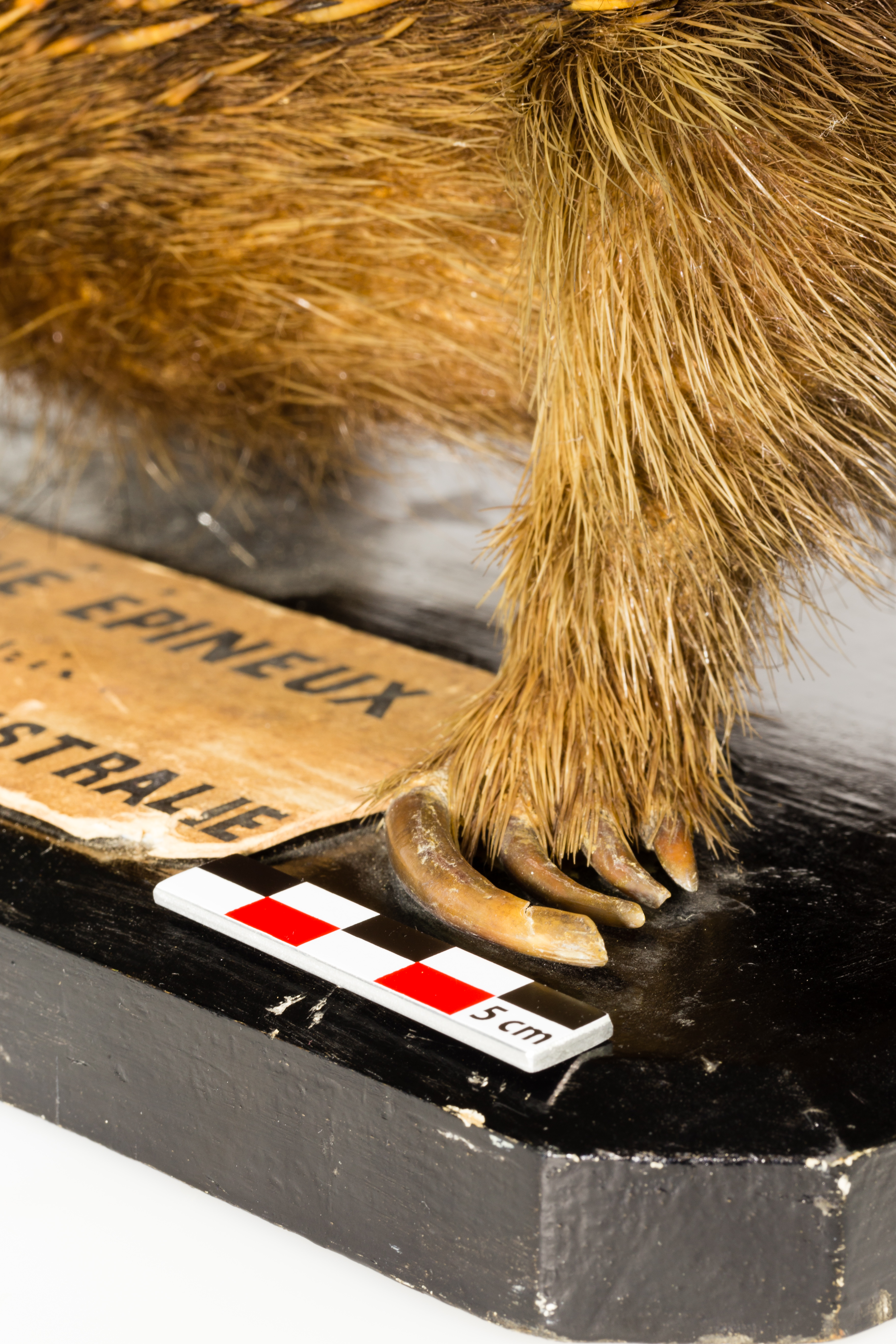
Griffes d'une patte postérieure.
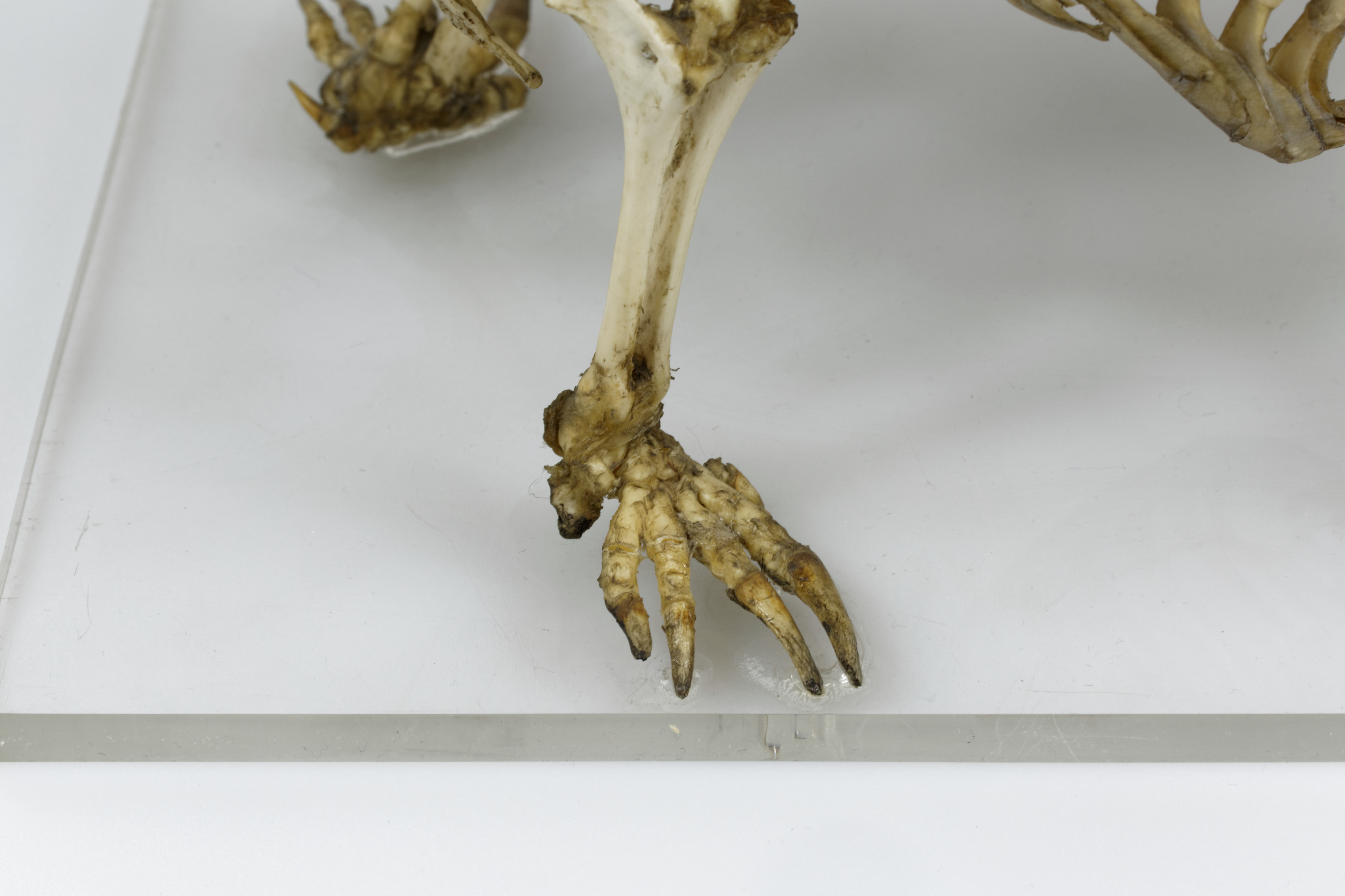
Squelette d'une patte postérieure.

## Écologie et comportement
Aucune étude détaillée sur le mode de vie des échidnés n'a été publiée ; on s'est contenté d'observer plusieurs points de son comportement.
En dehors de leur petite enfance passée dans un terrier avec leur mère, les échidnés sont des animaux solitaires. Ils n'ont pas de territoire fixe mais se déplacent sur un vaste domaine. Généralement, ils sont actifs le jour mais comme ils sont mal équipés pour supporter la chaleur, n'ayant pas de glandes sudoripares et ne sachant pas haleter, ils inversent leur rythme de vie en saison chaude, dormant à l'ombre dans la journée et devenant actifs le soir et la nuit. Ils peuvent supporter des températures basses et dans les régions très froides, hibernent.
L'échidné à nez court peut vivre dans n'importe quel endroit où la nourriture est abondante. Il localise sa nourriture grâce à son odorat, à son ouïe et grâce aux capteurs à l'extrémité de son museau et festoie régulièrement de termites et de fourmis. Ce sont des animaux fouisseurs efficaces, utilisant leurs puissantes pattes avant pour déterrer leurs proies ou pour creuser des terriers pour s'abriter. Ils peuvent même s'enfouir rapidement dans la terre s'ils ne trouvent pas très vite un abri lorsqu'ils se sentent menacés.

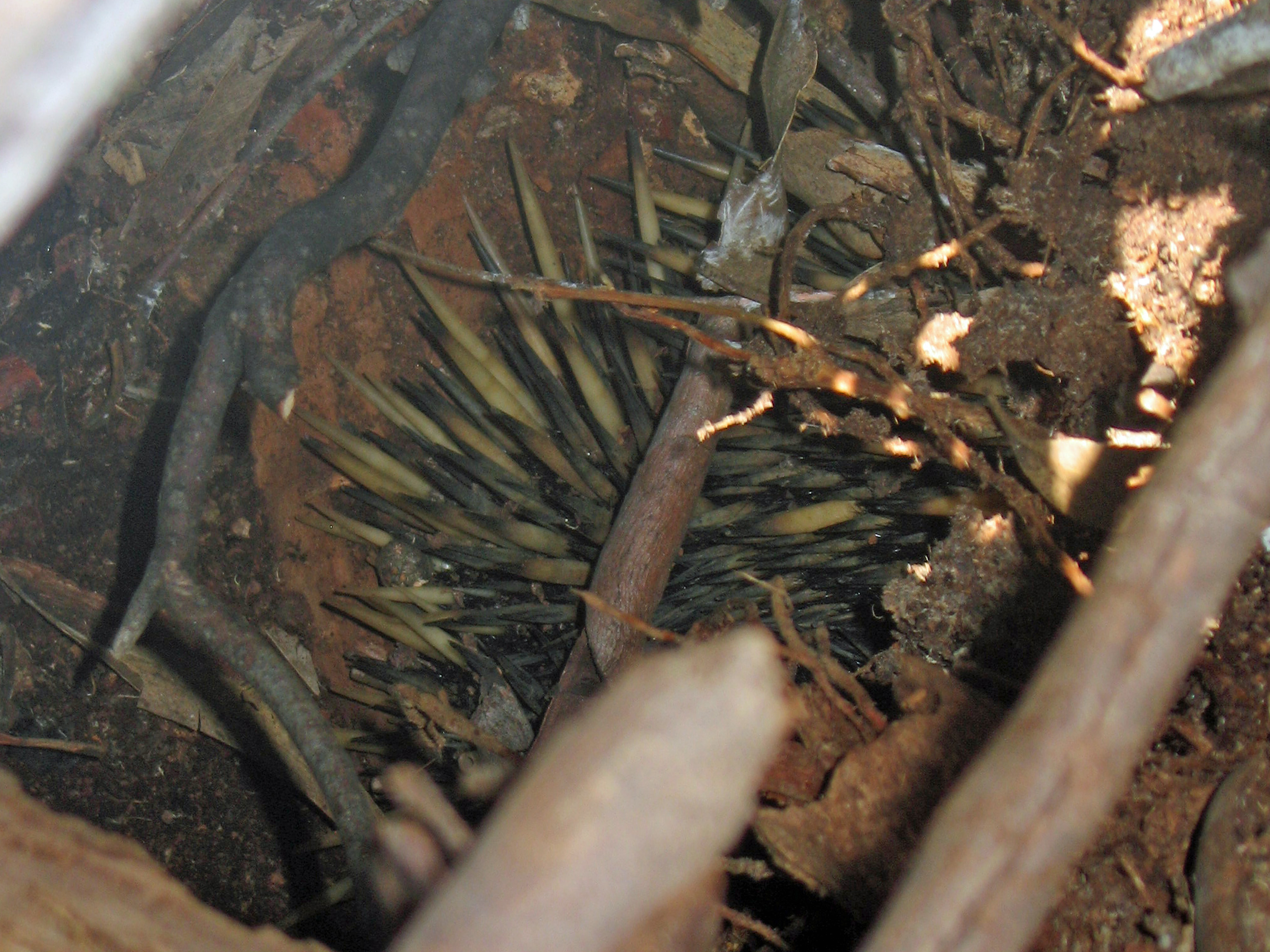
Échidné enfoui.

L'échidné sait nager et il peut même se laisser glisser volontairement dans l'eau.
En Australie, on le rencontre en abondance dans les zones boisées où l'on trouve beaucoup de pièces de bois remplies de termites. Dans les régions agricoles, il vit surtout dans les zones non débroussaillées. On peut le trouver aussi dans les régions herbacées, les zones arides et même à la périphérie des banlieues des grandes villes.
On connait par contre peu de choses sur son mode de vie en Nouvelle Guinée. On le trouve dans les zones boisées à végétation clairsemée du sud du pays entre Merauke à l'ouest et Kelp Welsh River, à l'est de Port Moresby.

## Reproduction
L'échidné à nez court cherche un partenaire entre mai et septembre ; la date précise de la saison des amours varie suivant les régions. Mâles et femelles dégagent une odeur forte à cette époque. Pendant la période précédant l'accouplement, observée pour la première fois en 1989, les mâles localisent et poursuivent les femelles. On a ainsi pu voir une suite de dix mâles les uns derrière les autres poursuivre une seule femelle pendant la rituelle période prénuptiale qui peut durer jusqu'à quatre semaines ; la durée de cette période varie également suivant les régions. Dans les régions les plus froides comme en Tasmanie, les femelles peuvent s'accoupler quelques heures après être sorties d'hibernation.
Lorsque la femelle est prête à s'accoupler, elle choisit, sur des critères encore inconnus, l'un ou plusieurs des mâles qui la suivent. Avant de s'accoupler, le mâle sent la femelle, portant une attention toute particulière au cloaque. On a souvent pu constater que le mâle poussait la femelle pour la coucher sur le côté et prenait lui-même la même position de sorte que les deux animaux se retrouvent abdomen contre abdomen. La femelle peut s'accoupler avec six partenaires différents. Après l'accouplement, la femelle va pondre un seul œuf et les femelles ont tout au plus un petit par saison.
La fécondation se produit dans l'oviducte. La gestation dure ensuite entre 21 et 28 jours, période durant laquelle la femelle va construire une tanière pour son petit. Après la période de gestation, la femelle pond un œuf à la peau caoutchouteuse de 13 à 17 millimètres de diamètre qu'elle place aussitôt dans une petite poche abdominale orientée vers l'arrière. Dix jours après avoir été pondu, l'œuf éclot et le petit utilise un diamant placé sur la pointe du museau pour casser la coquille. Le diamant disparait peu après l'éclosion.
À la naissance, les petits mesurent environ 1,5 centimètre de long et pèsent entre 0,3 et 0,4 gramme. Les australiens appellent les jeunes échidnés puggles. Le petit se fixe lui-même à l'aréole cutanée qui sécrète du lait (les monotrèmes n'ont pas de mamelles). On ne sait pas exactement comment font les petits pour téter, mais on a pu constater qu'ils étaient capables d'absorber de grandes quantités de lait à chaque tétée car les jeunes doivent pouvoir survivre à des absences de leurs mères de cinq à dix jours. Les principaux composants du lait sont le fucosyllactose et le sialyllactose ; le lait est riche en fer, ce qui lui donne une couleur rose. Les jeunes quittent définitivement la poche maternelle vers l'âge de deux à trois mois à cause de la croissance des piquants. Les tétées diminuent progressivement de fréquence pour s'arrêter vers l'âge de six mois, soit une période de lactation d'environ 180 jours. Les petits sortent du terrier entre 180 et 240 jours. Ils se séparent de leur mère à l'âge d'un an.
L'âge de la maturité sexuelle n'est pas connu avec précision mais semble se situer entre quatre et cinq ans. Une étude sur douze ans, publiée en 2003, a montré que cette espèce d'échidné atteignait sa maturité sexuelle entre cinq et douze ans et que la fréquence de reproduction variait entre une fois tous les deux ans et une fois tous les six ans. Dans la nature, il peut vivre jusqu'à l'âge de 45 ans.

## Protection

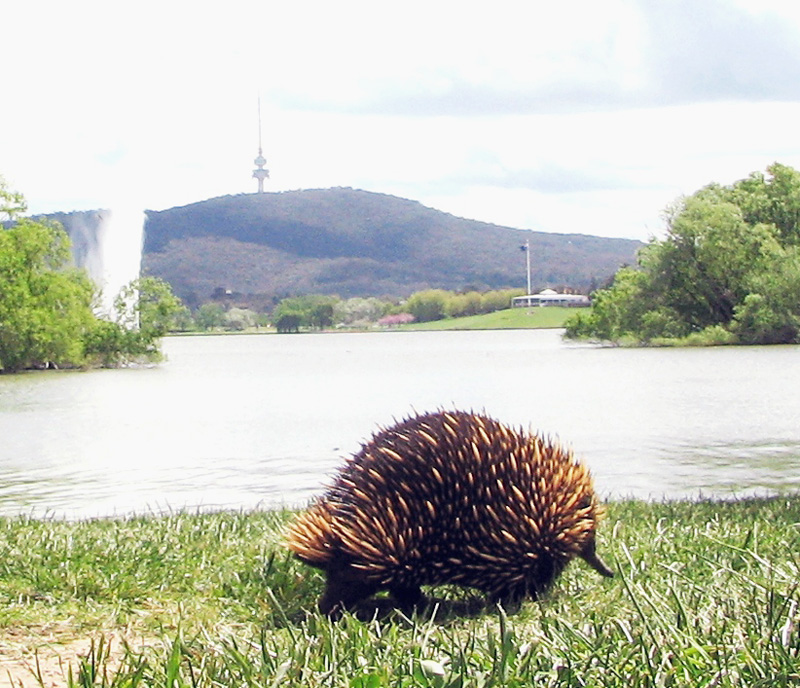
Un échidné à nez court cherchant de la nourriture sur les rives du lac Burley Griffin dans le centre de Canberra.

L'échidné à nez court est un animal commun dans pratiquement toutes les zones tempérées d'Australie et dans les plaines de Nouvelle-Guinée et n'est donc pas classé dans les espèces en danger. En Australie, sa population a moins été affectée par la mise en culture des sols que celle d'autres espèces car ils n'ont pas besoin d'habitat particulier pour vivre, à partir du moment où ils disposent de fourmis et de termites.
Malgré leur protection épineuse, ils ont beaucoup de prédateurs : oiseaux de proie, diable de Tasmanie, chats, renards, chiens. Ils étaient consommés par les aborigènes — d'où leur nom dans les langages locaux — et par les premiers colons européens. La principale cause de destruction actuelle est la circulation automobile qui a conduit en certains endroits à sa disparition totale. Une maladie due à l'ingestion d'un plathelminthe, Spirometra erinaceieuropaei, provoque la mort de l'animal.
La Wildlife Preservation Society du Queensland mène[Quand ?] une grande campagne (appelée « Echidna Watch ») d'étude et de surveillance de l'échidné sur tout le territoire australien.
La reproduction en captivité est très difficile en partie à cause de la faible fréquence des périodes de reproduction. Seulement cinq zoos[Lesquels ?] ont réussi à obtenir une fécondation et une mise bas mais aucun des petits n'a survécu jusqu'à l'âge adulte. Ce problème, s'il n'est pas trop grave pour le moment[Quand ?] pour l'échidné australien, est beaucoup plus préoccupant pour son cousin Zaglossus.

## L'échidné dans la culture australienne
L'échidné participe à la culture animiste des populations aborigènes, notamment dans la tradition orale, mais aussi dans les peintures rupestres. C'est un totem pour certaines tribus, notamment la population Noongar. Beaucoup de tribus véhiculent des contes sur l'échidné. L'un d'entre eux explique que l'animal fut créé lorsqu'une nuit, un groupe de jeunes chasseurs affamés croisa sur sa route un wombat. Ils lancèrent leurs flèches contre l'animal, mais celui-ci réussit à s'enfuir dans l'obscurité. Le wombat se recouvrit des flèches pour assurer sa sécurité et se transforma en échidné. Un autre conte, encore plus connu, explique qu'un homme gourmand avait dérobé de la nourriture au reste de sa tribu, aussi les guerriers le poursuivirent-ils avec leurs flèches et l'homme s'enfuit dans le bush où il se transforma en échidné, les flèches reçues étant devenues les épines.
L'échidné est un animal emblématique de l'Australie actuelle. On trouve son effigie côté pile de la pièce australienne de cinq cents  et sur la pièce commémorative de 200 dollars australiens frappée en 1992. On l'a trouvé plusieurs fois sur les timbres australiens : en 1974 sur le timbre à 25 cents, en 1987 sur un timbre à 37 cents et enfin en 1992 sur un timbre à 35 cents.
Pour les Jeux olympiques d'été de l'an 2000 qui se sont déroulés à Sydney, l'une des trois mascottes officielles des jeux fut l'échidné « Millie ».